# Павле Бакић
Павле Бакић (непознато — Горјани, 1537) био је последњи српски деспот и најпознатији представник властеоске порoдице Бакића. Првобитно је био феудални господар (тимарник) на подручјима под турском влашћу у Шумадији, а потом је прешао у Угарску, где је постао један од најистакнутијих српских првака. За заслуге стечене у борби против Турака, краљ Фердинанд I га је 20. септембра 1537. године поставио за српског деспота. Погинуо је недуго потом, 9. октобра исте године, у бици код Горјана, у тадашњој Вуковској жупанији. Био је последњи носилац српског деспотског достојанства.

## Биографија
Крајем 15. и почетком 16. века, био је господар пространих имања око Венчаца у Шумадији, званих „Бакићева земља“, као и своје утврђење звано Бакићеви двори. Уживао је велики углед код Турака, тако да је поседовао сопствени тимар (феудално добро), а добио је и право да од народа прикупља порез (харач), а његова породица се прва укључила у турски феудализам. У централном делу Смедеревског санџака управљао је кнежином која је, по угарским изворима, била прилично пространа и обухватала је око педесет села, тако да се читава област звала Бакићево поље.
Павле је као спахија хришћанин задобио велико поверење не само код смедеревског санџак бега Ферхат-паше, у чијем је санџаку држао кнежину, него и код Порте, па и самог султана. Међутим, 1524. године, Ферхат-паша је због великог глобљења на султанову заповест погубљен, а његов штићеник Павле Бакић пао је у немилост. Велики везир Ибрахим-паша оптужио је Павла да је задржао за себе неки новац и сребро које је после погубљења Ферхат-паше требало конфисковати у корист царске благајне. Поред тога, Бакић је после смрти свог пријатеља и заштитника, санџакбега смедеревског, подстицао поједине јаничаре на побуну због чега је од стране великог везира био оптужен за издају.
У договору са заповедником угарске војске Павлом Томоријем и краљем Лајошем II прешао је у децембру 1525. реку Саву са својом породицом, петоро браће, педесет коњаника и доста Срба на угарску страну и у замену за напуштена добра у Србији добио град Лак и друге поседе. Са својим четама учествовао је у бици на Мохачком пољу 1526.
У борби за угарски престо између надвојводе Фердинанда Хабзбуршког и ердељског војводе Јована Запоље био је на страни војводе Запоље. После Запољиног пораза код Токаја 1527, прешао је Фердинанду и остао му веран до смрти.
Фердинанд I је 1528. потврдио Бакићу и браћи све поседе и именовао га врховним капетаном српских пешадијских, коњичких и шајкашких чета. При одбрани Беча (1529) Бакић се истакао са својом коњицом. Повељом од 1534, Фердинанд је њему и браћи потврдио све поседе што су их дотад имали (Лак, Ђер, Сомбатеј, Хедервар и сва имања која су тим градовима припадала).
Повељом од 20. септембра 1537. године, краљ Фердинанд га је именовао деспотом и позвао Србе да се окупе око Бакића, као српског деспота. Покушај краља Фердинанда да уз помоћ српског деспота Павла заустави турско напредовање према Славонији није уродио плодом. Не могавши да од Турака поврати Осијек, Павле се одступао према Ђакову, али је погинуо 9. октобра 1537. године у бици код Горјана. Турци су његову главу послали султану у Цариград.

## Породица
Павле Бакић је у браку са супругом Теодором имао неколико деце, али надживеле су га само ћерке. Једна од њих, по имену Маргарита, била је удата за трансилванског племића Јована Кендефија (ум. око 1553/4), који је био син Николе Кендефија (ум. око 1532/7) и Милице Белмужевић (ум. након 1562), која је била ћерка српског војводе Милоша Белмужевића (ум. 1500). Након смрти првог мужа, са којим је имала ћерку Ану, Маргарита Бакић се 1555. године преудала за Тому Олаха, који је био синовац острогонског надбискупа Николе Олаха.